# Gran Premio de Suiza
El Gran Premio de Suiza fue una carrera de automovilismo de velocidad, válida para el Campeonato Mundial de Fórmula 1 en varias de sus ediciones.
La carrera se inició en Suiza en 1934 en el circuito de Bremgarten en las afueras de la ciudad de Bremgarten en Berna.  Desde el año siguiente y hasta el inicio de la Segunda Guerra Mundial, fue parte del Campeonato Europeo de Pilotos. Volvió a realizarse tras le guerra en 1947 y fue parte del calendario de Fórmula 1 desde la creación del campeonato mundial y hasta 1954. El gobierno suizo prohibió las carreras en circuitos en Suiza por ser un deporte poco seguro para los espectadores, luego de la muerte de 80 personas durante las 24 Horas de Le Mans de 1955.
El Gran Premio de Suiza se volvió a disputar en 1975 y 1982, aunque en un autódromo situada sólo cerca de su frontera, en Dijon-Prenois, Francia. La edición de 1975 fue no puntuable para el campeonato de Fórmula 1, en tanto que la de 1982 sí perteneció al calendario.

## Ganadores
Las carreras que no formaron parte del calendario de la Fórmula 1 están indicadas con un fondo en color rosa.
| Año  | Piloto              | Constructor   | Circuito   | Resultados |
| ---- | ------------------- | ------------- | ---------- | ---------- |
| 1934 | Hans Stuck          | Auto Union    | Bremgarten |            |
| 1935 | Rudolf Caracciola   | Mercedes      | Bremgarten |            |
| 1936 | Bernd Rosemeyer     | Auto Union    | Bremgarten |            |
| 1937 | Rudolf Caracciola   | Mercedes      | Bremgarten |            |
| 1938 | Rudolf Caracciola   | Mercedes      | Bremgarten |            |
| 1939 | Hermann Lang        | Mercedes      | Bremgarten |            |
| 1947 | Jean-Pierre Wimille | Alfa Romeo    | Bremgarten |            |
| 1948 | Carlo Felice Trossi | Alfa Romeo    | Bremgarten |            |
| 1949 | Alberto Ascari      | Ferrari       | Bremgarten |            |
| 1950 | Nino Farina         | Alfa Romeo    | Bremgarten | Resultados |
| 1951 | Juan Manuel Fangio  | Alfa Romeo    | Bremgarten | Resultados |
| 1952 | Piero Taruffi       | Ferrari       | Bremgarten | Resultados |
| 1953 | Alberto Ascari      | Ferrari       | Bremgarten | Resultados |
| 1954 | Juan Manuel Fangio  | Mercedes      | Bremgarten | Resultados |
| 1975 | Clay Regazzoni      | Ferrari       | Dijon      | Resultados |
| 1982 | Keke Rosberg        | Williams-Ford | Dijon      | Resultados |

- Datos: Q9225